# ديف بيل
ديف بيل (بالإنجليزية: Dave Bell)‏ (24 ديسمبر 1909 في المملكة المتحدة - 16 أبريل 1986) هو لاعب كرة قدم بريطاني (وحمل سابقاً جنسية المملكة المتحدة لبريطانيا العظمى وأيرلندا) في مركز الظهير. لعب مع إيبسويتش تاون وديربي كاونتي ونيوكاسل يونايتد.